# Fugong
Fugong léase Fu-Kong (en chino:福贡县, pinyin:Fúgòng xiàn) es un condado bajo la administración directa de la prefectura autónoma de Nujiang. Se ubica al oeste de la provincia de Yunnan, sur de la República Popular China. Su área es de 2084 km² y su población total para 2010 fue +90 mil habitantes.

## Administración
El condado de Fugong se divide en 7 pueblos que se administran en 1 poblados, 5 villas y 1 villa étnica.